# Cercomacroides laeta
A Cercomacroides laeta a madarak osztályának verébalakúak (Passeriformes) rendjébe és a hangyászmadárfélék (Thamnophilidae) családjába tartozó faj.

## Rendszerezése
A fajt Walter Edmond Clyde Todd amerikai ornitológus írta le 1920-ban, a Cercomacra tyrannina alfajaként, Cercomacra tyrannina laeta néven. Egyes szervezetek a Cercomacra nembe sorolják Cercomacra laeta néven.

## Alfajai
- Cercomacroides laeta waimiri (Bierregaard et al., 1997)
- Cercomacroides laeta laeta (Todd, 1920)
- Cercomacroides laeta sabinoi (O. M. O. Pinto, 1939)[2]

## Előfordulása
Dél-Amerika északi részén, Brazília területén honos. A természetes élőhelye a szubtrópusi vagy trópusi síkvidéki esőerdők, mocsári erdők, szavannák, valamint folyók és patakok környéke. Állandó, nem vonuló faj.

## Megjelenése
Testhossza 13,5–14,5 centiméter, testtömege 15–17 gramm.

## Életmódja
Rovarokkal táplálkozik, de valószínűleg pókokat is fogyaszt.

## Természetvédelmi helyzete
Az elterjedési területe nagy, egyedszáma pedig stabil. A Természetvédelmi Világszövetség Vörös listáján nem fenyegetett fajként szerepel.

## Külső hivatkozások
- Képek az interneten a fajról
- Xeno-canto.org - a faj hangja és elterjedési területe